# Болест плавог језика
Болест плавог језика - БПЈ или катарална грозница оваца (енгл. Bluetongue, лат. febris catarrhalis ovium) је акутно вирусно обољење претежно оваца, али и коза, говеда, јелена и дивљих преживара.
Јавља се ензоотски, у виду природно жаришних инфекција а преноси се инсектима који се хране крвљу (комарци из рода Culicoides, крпељи, обади).
Болест плавог језика се налази на А листи Светске организације за здравље животиња са шифром (А090).

## Узрочник
Узрочник болести је вирус плавог језика из породице Reoviridae, рода Orbivirus код којег је досад идентификовано 24 серотипа.

## Распрострањеност
Обољење је раширено у више земаља које се налазе у простору између 40° северне и 35°јужне географске ширине. Вирус плавог језика је серолошки идентификован у регијама гдје је присутан комарац из рода Culicoides (нпр. Африка, Америка, Аустралија, јужна Азија и Океанија), али је вирус код клинички позитивних случајева изолован само у неколико земаља. Због глобалног загревања вирус се шири до 42 °CГШ, тако да се сада јавља и у Бугарској, Македонији, Србији, Хрватској, Босни и Херцеговини, Француској, Шпанији, Грчкој..

## Клинички знаци
Степен болести може бити од перакутног до хроничног са морталитетом од 2-30%. Вирус плавог језика узрокује васкуларно ендотелно оштећење које за последицу има едеме, конгестију, крварење, цијанозу језика („плави језик“), цурење из носа, конјунктивитис, побачај, упалу и некрозу. Период инкубације је 4-6 дана, а температура је између 40,5-42 °C. Оболеле јединке имају потешкоће при кретању.

## Дијагноза
Типични клинички знаци ове болести омогућују позитивну дијагнозу, посебно у подручјима гдје је ова болест ендемична. Изолација вируса се врши из крви (код живих животиња) или из ткива слезине, јетре, коштане сржи, лимфних чворова или крви из срца (након обдукције).
Диференцијално дијагностички у обзир могу доћи:
- код оваца: заразни ектим, слинавка и шап, богиње оваца, заразна шепавост, везикуларни стоматитис
- код говеда: слинавка и шап, заразна корица, заразни ринотрахеитис говеда, параинфлуенца

## Лечење и превентива
Нема ефикасног лека ни третмана. Превентива болести се постиже карантином, вакцинисањем и контролом преносника болести.